# Joan Piqué Vidal
Joan Piqué Vidal (1933) és un advocat i empresari català, conegut per haver sigut el defensor de Jordi Pujol i Soley durant el Cas Banca Catalana el 1984 i per diversos escàndols de corrupció, estafa i blanqueig de capitals.

## Biografia

### Cas Banca Catalana
Es va fer conegut durant els anys 80 per haver defensat Jordi Pujol i Soley durant el cas Banca Catalana. Durant aquest període també fou professor de dret penal a la Universitat de Barcelona. El seu bufet d'advocats va arribar a tenir una quarantena de membres.

### Cas Casino i Cas de la Rosa
El gener de 1990 Jaume Sentís, director financer de Casinos de Catalunya, va presentar una denúncia on acusava Artur Suqué de desviar presumptament 3.000 milions de pessetes, 1.000 dels quals cap als comptes de Convergència per finançar aquest partit. El secretari del consell d'administració d'Inverama i propietari del 44% del capital de l'empresa, era Joan Piqué Vidal. L'acusació deia que els diners havien sigut entregats a Francesc Gordo, un dels fundadors de CDC i llavors responsable de finances del partit. Gordó va admetre haver rebut 200 milions de pessetes, amb els que s'havia pagat publicitat a Casinos de Barcelona, La Vanguardia i al Correo Catalán. Després de 7 anys de litigis i fins i tot d'una comissió d'investigació al Parlament de Catalunya, la causa fou arxivada el 30 de juny de 1997. A l'auto d'arxiu del jutge es precisà que Convergència sí que fou finançada de manera irregular, però que el fet no era constitutiu de delicte, tal com ja havia passat en la decisió del tribunal suprem al cas Filesa. Convergència Democràtica no va rebre cap mena de sanció al respecte.
Durant aquesta època fou membre del consell d'administració de l'empresa Grand Tibidabo, entre d'altres. Durant aquest període fou advocat i mà dreta de l'empresari Javier de la Rosa.

### Cas Cocaïna
Anys més tard, el 23 de març de 2005 es va dur una operació al Passeig de Gràcia 44 de Barcelona, pis del representant musical Manuel Ocaña. L'operació fou dirigida per la DEA estatunidenca amb la col·laboració dels cossos de seguretat espanyols i l'Audiència Nacional. Van imputar Piqué Vidal com a responsable de muntar l'estructura societària a través de la qual es va enviar a Mèxic el diners obtingut amb la venda de cocaïna a l'Estat espanyol. Per poder fer-ho, es feia servir d'un grup de societats establertes a Barcelona, controlades per testaferros i col·laboradors de l'advocat, entre els quals destacaven Felipe Gutiérrez Moreno i Sebastián Martínez Ferraté, ex capità de la Guàrdia Civil. El fiscal va demanar per ell 9 anys de presó i 13 milions de multa por blanquejar diners del cartel. Finalment la sentència, feta pública el 2015, li va imposar un any de presó.

### Cas Estevill
El 2005 fou condemnat a set anys de presó per haver extorsionat a diversos empresaris amb l'ajuda del jutge Lluís Pascual Estevill. La modalitat delictiva, duta a terme a principis dels anys noranta, consistia a extorsionar empresaris als quals Estevill investigava en el seu caràcter de jutge, que quedaven en tal forma en risc de ser empresonats. Per no ingressar a la presó, o per sortir-ne en pocs dies, els empresaris accedien a que l'advocat Joan Piqué Vidal els defensés i a abonar diverses quantitats de diners al jutge i l'advocat.

### Cas Pujol
Posteriorment, el 2015 fou imputat per un presumpte delicte d'estafa amb relació a unes inversions al Panamà, on també hi hauria participat Jordi Pujol Ferrussola.